# Чингірлауський сільський округ
Чингірла́уський сільський округ (каз. Шыңғырлау ауылдық округі, рос. Чингирлауский сельский округ) — адміністративна одиниця у складі Чингірлауського району Західноказахстанської області Казахстану. Адміністративний центр та єдиний населений пункт — село Шингирлау.
Населення — 8320 осіб (2021; 8274 у 2009, 8697 у 1999, 10183 у 1989).
Станом на 1989 рік існували Чингірлауська селищна рада (смт Чингірлау), Жанакуська сільська рада (села Жанакуш, Ульгулі) та Кизилкольська сільська рада (села Кизилколь, Правда, Шоктибай). 2011 року було ліквідовано село Улгулі Кизилкульського сільського округу. 2013 року до складу сільського округу була включена територія ліквідованого Кизилкульського сільського округу (села Аксугум, Жанакуш, Кизилкуль, Урисай, Шоктибай).

## Склад
До складу округу входять такі населені пункти:
| Населений пункт | Старі назви | Населення, осіб (1989) | Населення, осіб (1999) | Населення, осіб (2009) | Населення, осіб (2021) |
| --------------- | ----------- | ---------------------- | ---------------------- | ---------------------- | ---------------------- |
| Аксугум, село   | -           | -                      | 89                     | 85                     | 94                     |
| Жанакуш, село   | -           | 667                    | 597                    | 341                    | 115                    |
| Кизилкуль, село | Кизилколь   | 363                    | 338                    | 148                    | 83                     |
| Улгулі, село    | Ульгулі     | 37                     | 77                     | 22                     | -                      |
| Урисай, село    | Правда      | 786                    | 452                    | 314                    | 127                    |
| Шингирлау, село | Чингірлау   | 7769                   | 6722                   | 7005                   | 7639                   |
| -- Міст Ілек    | -           | -                      | 0                      | -                      | -                      |
| -- Підхоз       | -           | -                      | 0                      | -                      | -                      |
| -- Успішний     | -           | -                      | 0                      | -                      | -                      |
| Шоктибай, село  | Шактибай    | 561                    | 422                    | 359                    | 262                    |